# Henschel Hs 130
Henschel Hs 130 là một loại Máy bay ném bom/trinh sát của Đức quốc xã trong Chiến tranh thế giới II.

## Tính năng kỹ chiến thuật (Hs 130E)
Dữ liệu lấy từ War Planes of the Second World War: Volume Ten 
Đặc điểm tổng quát
- Kíp lái: 3
- Chiều dài: 22 m (72 ft 2 in)
- Sải cánh: 33,01 m (108 ft 3¼ in)
- Chiều cao: 5,60 m (18 ft 4½ in)
- Diện tích cánh: 84,9 m² (914 ft²)
- Trọng lượng rỗng: 12.200 kg [2] (26.901 lb)
- Trọng lượng có tải: 16.682 kg (36.700 lb)
- Trọng lượng cất cánh tối đa: 18.136 kg (39.900 lb)
- Động cơ: 2 × Daimler-Benz DB 603B, 1.388 kW (1.860 hp) trên độ cao 2.100 m (6.900 ft) mỗi chiếc
- 1 Daimler-Benz DB 605T, (1.100 kW (1.475 hp[3]))

 Hiệu suất bay 
- Vận tốc cực đại: 610 km/h (330 kn, 379 mph) trên độ cao 14.000 m (45.900 ft)
- Vận tốc hành trình: 515 km/h (278 kn, 320 mph) trên độ cao 12.000 m (39.370 ft)
- Tầm bay: 2.995 km (1.671 hải lý, 1.860 mi)
- Trần bay: 15.100 m (49.500 ft)
- Tải trên cánh: 196 kg/m² (40,2 lb/ft²)